# Samoa en los Juegos Olímpicos de Atenas 2004
Samoa estuvo representada en los Juegos Olímpicos de Atenas 2004 por tres deportistas, dos hombres y una mujer, que compitieron en dos deportes.
El portador de la bandera en la ceremonia de apertura fue el halterófilo Uati Maposua. El equipo olímpico samoano no obtuvo ninguna medalla en estos Juegos.